# 시트랄
시트랄(영어: citral), 혹은 3,7-디메틸-2,6-옥타디에날, 레모날은 분자식 C10H16O의 테르페노이드 한 쌍 혹은 그 혼합물이다. 이 쌍의 화합물은 이중 결합 이성질체이다. E-이성질체는 게라니알 혹은 시트랄 A라고 하며, Z-이성질체는 네랄 혹은 시트랄 B라고 한다.

## 발생
시트랄은 레몬 머틀 (90~98%), Litsea citrata (90%), Litsea cubeba (70~85%), 레몬그래스 (65~85%), Leptospermum liversidgei (70~80%), Ocimum gratissimum (66.5%), Lindera citriodora (약 65%), Calypranthes parriculata (약 62%), 페티그레인 (36%), 레몬버베나 (30~35%), Eucalyptus staigeriana (26%), 레몬밤 (11%), 라임 (6~9%), 레몬 (2~5%), 오렌지 등 여러 식물의 기름에 포함되어 있다.

## 용도
게라니알은 강한 레몬향이 있고, 네랄의 레몬향은 덜 강하나 더 달콤하다. 이로 인해 시트랄은 시트러스 향을 내기 위해 향수에 사용되는 방향 화합물이다. 시트랄은 맛을 내고 레몬 오일을 보강하는 데에도 사용된다. 또한, 시트랄에는 항균 효과도 있으며 곤충에게 페로몬과 유사한 효과를 내기도 한다.
시트랄은 비타민 A, 이오논, 그리고 메틸이오논의 합성에도, 연기 냄새를 제거하는 데에도 쓰인다.

## 건강 및 안전 정보
두 가지 연구에서 1~1.7%의 사람들이 시트랄에 대한 알레르기가 있음을 밝혔다. 시트랄을 따로 사용하면 알레르기 반응을 쉽게 유발하기에 국제 방향제 협회에서는 시트랄을 시트랄의 이러한 성질을 억제하는 성분과 함께 사용할 것을 권장했다. 시트랄에 대한 실험은 많이 진행되어 왔으며, 유전독성이나 발암성은 없으나 동물 실험에서는 신장에 용량 의존적인 영향을 끼친다는 것이 확인되었다.

## 같이 보기
- 리모넨
- 시트로넬랄
- 게라니올
- 네롤
- 기화 장치

## 참조
1. ↑  Citral, The Merck Index, 12th Edition.
2. ↑  Fenaroli, G., Furia, T.E., Bellanca, N., Handbook of Flavor Ingredients, ISBN 0-87819-532-7
3. ↑  Lawless, J., The Illustrated Encyclopedia of Essential Oils, ISBN 1-85230-661-0
4. ↑  “The Aromatic Plant Project”. 2019년 11월 24일에 원본 문서에서 보존된 문서. 2013년 10월 6일에 확인함.
5. ↑  Onawunmi, G.O. (1989). “Evaluation of the antimicrobial activity of citral”. 《Lett. Appl. Microbial.》 9 (3): 105–108. doi:10.1111/j.1472-765X.1989.tb00301.x.
6. ↑  Kuwahara, Y., Suzuki, H., Matsumoto, K. & Wada, Y. (1983). “Pheromone study on acarid mites. XI. Function of mite body as geometrical isomerization and reduction of citral (the alarm pheromone) Carpoglyphus lactis”. 《Appl. Entomol. Zool.》 18: 30–39.
7. ↑  Robacker, D.C. & Hendry, L.B. (1977). “Neral and geranial: components of the sex pheromone of the parasitic wasp, Itoplectis conquisitor”. 《J. Chem. Ecol.》 3 (5): 563–577. doi:10.1007/BF00989077.
8. ↑  Survey and health assessment of chemical substances in massage oils